# مان NL202
مان NL202 (بالإنجليزية: MAN NL202)‏ عبارة عن حافلة ذات طابق واحد منخفضة الأرضية تم بناؤها بواسطة مان للشاحنات والحافلات من أواخر الثمانينيات حتى عام 1992. وهي مشتقة من معيار الحافلات VöV SL-II. تم بيعه بشكل خاص في أوروبا، ولا سيما في ألمانيا، وتم استبداله بـ مان NL262.